# Carro Solar de Trundholm

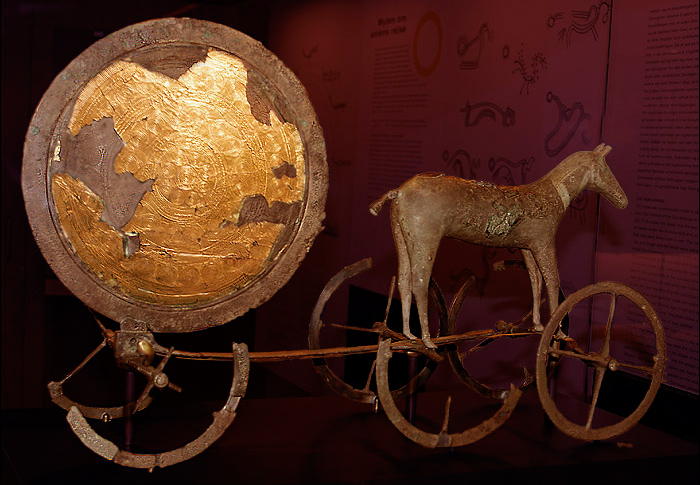
El costat daurat del carro

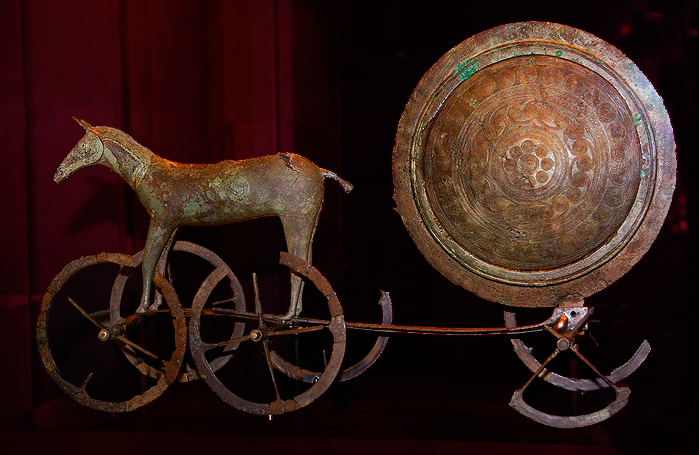
El costat esquerre del carro no mostra restres del daurat

El Carro Solar de Trundholm (en danès:Solvognen), és un artefacte de les darreries de l'Edat Nòrdica del Bronze descobert a Dinamarca. És una representació del carro solar, una estàtua en bronze d'un cavall i un gran disc de bronze, que està disposat sobre quatre rodes. L'artefacte es va fer amb les tècniques de la cera perduda i el repussat. En conjunt fa 54 x 35 x 29 cm; el disc té un diàmetre de 25 cm i està daurat en un costat.
Aquest escultura va ser descoberta en una torbera l'any 1902 sense estar acompanyada d'altres objectes a Trundholm al comtat de Zealand occidental a l'illa de Zealand (Sjælland) en danès, a la regió d'Odsherred (a 55° 55′ N, 11° 37′ E / 55.917°N,11.617°E). Actualment es troba al Museu Nacional de Dinamarca a Copenhaguen. Es creu que el conjunt indica el moviment del Sol en el firmamament.
Està datada dels voltants de l'any 1400 aC. En no haver trobat mostres de pol·len aquesta datació resulta és insegura. Es pensa que pot tenir un origen en la zona del Danubi. Els carros solars pertanyen a la mitologia dels pobles indoeuropeus, per exemple apareix en el Rigveda.